# خواجه‌باشی (گیاه)
خواجه‌باشی(نام علمی: Dipsacus laciniatus) نام یک گونه از راسته خواجه‌باشی‌سانان است.